# Bart et son boys band
 (août 2022).
Si vous disposez d'ouvrages ou d'articles de référence ou si vous connaissez des sites web de qualité traitant du thème abordé ici, merci de compléter l'article en donnant les références utiles à sa vérifiabilité et en les liant à la section « Notes et références ».
Bart et son boys band (France) ou Les New Kids On The Bart (Québec) (New Kids on the Blecch) est le 14e épisode de la saison 12 de la série télévisée d'animation Les Simpson.

## Synopsis
Bart triche au marathon de Springfield, se faisant passer pour un sportif Italien. Mais lorsqu'on découvre sa véritable identité, il est sauvé de justesse par un inconnu dans une voiture de sport, nommé L.T Smash. Il lui propose de faire partie d'un boys band en compagnie de Milhouse, Nelson et Ralph. Leurs piètres performances vocales obligent les enregistreurs à truquer leurs voix à l'aide d'un logiciel qui leur garantit le succès. Mais bientôt, ils découvrent qu'ils servent des puissances occultes par le biais de la chanson.